# Даште Барчі
Даште Барчі (дарі دشت برچی) — поселення в західному Кабулі, Афганістан. Даште-Барчі, який раніше був безплідним і сільськогосподарським, на початку 2000-х років був населений прибульцями з провінцій, переважно етнічними хазарейцями з Майдану Вардака, Газні та Парвана, а також деякими пуштунами Кочі. Це здебільшого неформально розвинене. Понад 95% населення Даште Барчі є хазарейцями.
15 серпня 2016 року в цьому районі стався напад смертника, спрямований на освітній центр під назвою «Обітований Мехді». Вибух стався незабаром після обіду на очах у 5000 людей, переважно студентів хазарейської етнічної групи, які готувалися до університету. В результаті нападу загинули 34 студенти, 56 отримали поранення. Через шиїтське населення район є постійною мішенню для екстремістських сунітських ополчень.

## Дивись також
- Кабул